# Josef Jeřábek (1853–1914)
Josef Jeřábek (13. března 1853 Karlín – 30. června 1914 Bubeneč) byl český hudební skladatel a publicista.

## Život
Narodil se v rodině zahradnického mistra v Karlíně Viléma Jeřábka a jeho manželky Marie, rozené Smetanové.
Vystudoval v Praze gymnázium a České vysoké učení technické. Pod vlivem svého strýce, typického českého kantora, se věnoval hudbě. Hudbu studoval soukromě a byl silně ovlivněn Zdeňkem Fibichem a Antonínem Dvořákem. 
Povoláním byl technik, stal se též soukromým učitelem hudby a hudebním referentem Národních listů, Varyta a Času. Byl také sbormistrem smíchovského pěveckého sboru Lukes. Patřil k horlivým zastáncům české národní hudby a bojoval proti vlivu Richarda Wagnera.
Byl i politicky činný. Sympatizoval se studentským a dělnickým hnutím Omladina.[zdroj?]

### Rodinný život
Dne 23. srpna 1877 se na Smíchově oženil s Marií Vlachovou (1860–1905). Manželé Jeřábkovi měli dva syny. Do roku 1894 žili společně na Smíchově, odkud se Josef Jeřábek odstěhoval na Letnou.

## Dílo (výběr)
Napsal 60 skladeb nesoucích opusové číslo. Vedle toho celou řadu drobnějších skladeb bez označení. Jeho díla byla sice hrána, ale většího úspěchu se nedočkal. Když mu Karel Kovařovic vrátil operu Svatba na Klecanech, napsal do časopisu Nájemník polemickou stať na obranu opomíjených skladatelů. (Za příkrá slova se později Kovařovicovi dopisem omluvil.)

### Opery
- Svatba na Klecanech (1903)
- Mikuláš Dačický z Heslova (nedokončena)

### Orchestrální díla
- Drama čtyř chudých stěn (předehra ke hře Františka Adolfa Šuberta)
- Serenády (op.13 a op. 53)
- Symfonická suita (op. 15)
- Europe (op. 30, symfonická báseň)
- Symfonie C-dur (op.57)

### Vokální skladby
- Sennen a Lioba op. 27 (melodram)
- Česká balada op. 34 (kantáta na slova Jana Nerudy)
- Ginevra op. 35 (melodram)
- Mše op. 55

### Publicistická díla
- O vkusu a moderním slohu hudebním (Květy, 1900)
- Zdeněk Fibich jako učitel a člověk (Divadelní listy, 1903)
- Glosy k zanedbávání české produkce operní (Nájemník, 1903)
- K osobní charakteristice Dvořákově (Divadelní listy, 1904)
- Vyhlídky moderního skladatele (Nájemník, 1907)
- Ozvěna v koncertní síni (Věstník pěvecký a hudební, 1909)

Dále zkomponoval řadu komorních skladeb, písní a sborů.